# 呼続
呼続（よびつぎ）は、愛知県名古屋市南区の地名。現行行政地名は呼続一丁目から呼続五丁目と呼続町。住居表示は呼続が実施済み、呼続町が未実施。呼続町には呼続町9丁目と17の小字が設置されている。

## 地理
呼続一丁目から五丁目は名古屋市南区の北東部に位置し、東は呼続元町・寺崎町・桜本町・西桜町、西は岩戸町・薬師通・曽池町・戸部町、南は笠寺町、北は瑞穂区河岸町・荒崎町に接する。
呼続町は、山崎川や天白川の河川敷地、八幡社の敷地など町名整理未実施の地域に散在する。呼続町9丁目は、呼続五丁目の南端部分にごく僅かに残存する。

### 字一覧
呼続町とその前身である呼続村大字千竈の小字は以下の通り。消滅した字については背景色    で示す。
| 字                                     | 字                                   |
| -------------------------------------- | ------------------------------------ |
| 愛知塚（あいちづか）                   | 赤坪（あかつぼ）                     |
| 畦道（あぜみち）                       | 荒浜一ノ割（あらはまいちのわり）     |
| 荒浜三ノ割（あらはまさんのわり）       | 荒浜二ノ割（あらはまにのわり）       |
| 案戸（あんど）                         | 池田（いけだ）                       |
| 池ノ下（いけのした）                   | 池ノ端（いけのはし）                 |
| 石神（いしがみ）                       | 磯ノ内西ノ割（いそのうちにしのわり） |
| 磯ノ内東ノ割（いそのうちひがしのわり） | 市亀（いちがめ）                     |
| 一里（いちり）                         | 一本木（いっぽんぎ）                 |
| 岩穴（いわあな）                       | 岩戸（いわと）                       |
| 上島合（うえしまあい）                 | 馬洗戸（うまあらいど）               |
| 馬乗掛（うまのりかけ）                 | 内山（うちやま）                     |
| 姥子塚（うばこづか）                   | 梅ヶ屋（うめがや）                   |
| 浦里（うらさと）                       | 榎戸（えのきど）                     |
| 追戸（おいど）                         | 追戸下（おいどした）                 |
| 扇田（おうぎた）                       | 大髭（おおひげ）                     |
| 大堀（おおほり）                       | 大藪（おおやぶ）                     |
| 海蔵寺（かいぞうじ）                   | 替地（かえち）                       |
| 学頭（がくとう）                       | 欠上（かけうえ）                     |
| 欠下（かけした）                       | 釜塚（かまつか）                     |
| 上霜谷（かみしもたに）                 | 上浜（かみはま）                     |
| 上道下（かみみちした）                 | 河跡（かわあと）                     |
| 川敷（かわしき）                       | 河原（かわはら）                     |
| 神林（かんばやし）                     | 北尾（きたお）                       |
| 北ノ内一ノ割（きたのうちいちのわり）   | 北ノ内五ノ割（きたのうちごのわり）   |
| 北ノ内三ノ割（きたのうちさんのわり）   | 北ノ内二ノ割（きたのうちにのわり）   |
| 北ノ内四ノ割（きたのうちよんのわり）   | 北ノ内六ノ割（きたのうちろくのわり） |
| 北屋敷（きたやしき）                   | 窪（くぼ）                           |
| 熊野（くまの）                         | 繰出（くりだし）                     |
| 車坂（くるまさか）                     | 小坂（こさか）                       |
| 小道（こみち）                         | 才仙（さいせん）                     |
| 嵯峨野（さがの）                       | 桜木（さくらぎ）                     |
| 桜田（さくらだ）                       | 桜畑（さくらはた）                   |
| 桟敷（さじき）                         | 三丈坊（さんじょうぼう）             |
| 汐田（しおた）                         | 汐見（しおみ）                       |
| 下島合（したしまあい）                 | 東雲（しののめ）                     |
| 志水（しみず）                         | 清水（しみず）                       |
| 下二反田（しもにたんだ）               | 下島間（しもしまま）                 |
| 下霜谷（しもしもたに）                 | 下浜（しもはま）                     |
| 下道下（しもみちした）                 | 下薬師（しもやくし）                 |
| 杓子田（しゃくしだ）                   | 城（しろ）                           |
| 城下（しろした）                       | 洲雲（すくも）                       |
| 背戸田（せとだ）                       | 浅間（せんげん）                     |
| 善根（ぜんこん）                       | 外山（そとやま）                     |
| 鯛取（たいとり）                       | 鯛ノ子（たいのこ）                   |
| 高塩屋一ノ割（たかしおやいちのわり）   | 高塩屋二ノ割（たかしおやにのわり）   |
| 高野畑（たかのはた）                   | 高畑（たかはた）                     |
| 駄積（だつみ）                         | 達中（たつなか）                     |
| 達中下（たつなかした）                 | 丹下（たんげ）                       |
| 千竈（ちがま）                         | 茶塚（ちゃづか）                     |
| 朝拝（ちょうはい）                     | 堤端（つつみばた）                   |
| 角崎（つのさき）                       | 鶴田（つるた）                       |
| 天神（てんじん）                       | 常寒（とこさむ）                     |
| 戸田屋（とだや）                       | 殿町（とのまち）                     |
| 鳥居前（とりいまえ）                   | 鳥栖（とりすみ）                     |
| 中島間（なかしまま）                   | 中道（なかみち）                     |
| 中村（なかむら）                       | 中屋敷（なかやしき）                 |
| 名古（なご）                           | 七子（ななこ）                       |
| 縄境（なわざかい）                     | 西赤坪（にしあかつぼ）               |
| 西一色（にしいしき）                   | 西郷梅（にしごうめ）                 |
| 西桜（にしさくら）                     | 西茶ノ木田（にしちゃのきだ）         |
| 西ノ切（にしのきり）                   | 西廻間（にしはざま）                 |
| 咽海戸（のどかいど）                   | 野屋（のや）                         |
| 羽城（はしろ）                         | 八王子（はちおうじ）                 |
| 八幡下（はちまんした）                 | 八幡西（はちまんにし）               |
| 八幡前（はちまんまえ）                 | 八反田（はったんだ）                 |
| 花見（はなみ）                         | 浜海道（はまかいどう）               |
| 浜見（はまみ）                         | 林（はやし）                         |
| 東一色（ひがしいしき）                 | 東裏（ひがしうら）                   |
| 東大地掛（ひがしおおちがけ）           | 東郷梅（ひかしごうめ）               |
| 東善根（ひがしぜんこん）               | 東茶ノ木田（ひがしちゃのきだ）       |
| 東廻間（ひがしはざま）                 | 平子（ひらこ）                       |
| 深ノ内（ふかのうち）                   | 吹上（ふきあげ）                     |
| 鰒ノ前（ふぐのまえ）                   | 富士塚（ふじつか）                   |
| 富士見（ふじみ）                       | 宝珠庵（ほうじゅあん）               |
| 宝珠庵道（ほうじゅあんみち）           | 細総（ほそふさ）                     |
| 前廻間（まえはざま）                   | 曲リ（まがり）                       |
| 曲尺手（まがりしゃくて）               | 間瀬口（ませぐち）                   |
| 松下（まつした）                       | 丸根（まるね）                       |
| 見取（みとり）                         | 南大地掛（みなみおおちがけ）         |
| 宮道（みやみち）                       | 迎山（むかいやま）                   |
| 胸反（むねそり）                       | 村上（むらかみ）                     |
| 元屋敷（もとやしき）                   | 諸輪一之割（もろわいちのわり）       |
| 諸輪三之割（もろわさんのわり）         | 諸輪二之割（もろわにのわり）         |
| 諸輪四之割（もろわよんのわり）         | 門所（もんどころ）                   |
| 薬師（やくし）                         | 家下（やした）                       |
| 弥太郎田（やたろうだ）                 | 柳原（やなぎはら）                   |
| 山﨑（やまざき）                       | 山寺（やまでら）                     |
| 夜寒（よさむ）                         | 淀輪（よどわ）                       |
| 呼続（よびつぎ）                       | 六本松（ろっぽんまつ）               |
| 脇田（わきた）                         | 分野（わけの）                       |
| 輪ノ内（わのうち）                     |                                      |

## 歴史
前身である愛知郡千竃村は、明治期に山崎村・新屋敷村・桜村・戸部村の4村の合併により成立した村である。名古屋市編入後は呼続町と改称されるが、呼続町は町名整理により大部分が他の町名に編入された。
現行の呼続一丁目から五丁目は、江戸期まで北部が山崎村、西南部が戸部村、東部が桜村の一部であった地に該当する。

### 町名の由来
中世まで当地付近は海岸で、「呼続浜」と称されていたことによる。波が高くて危険であるので、渡し船の乗組員が前後で声で呼び継いでいたことが由来とされる。
地名は鎌倉期以降から確認でき、1238年（嘉禎4年）付『笠寺勧進沙門阿願解』に「呼続之浦」とあるのが初見である。
室町期成立の『新後拾遺和歌集』には、
という歌が収録されている。
1541年（天文10年）付の『笠寺観音縁起』には「尾張国愛智郡呼続之浦...坂野」とある。
なお、かつては熱田東町にも「呼続」という小字が存在した（現在の神宮四丁目・伝馬三丁目・桃園町付近）。

### 行政区画の変遷

#### 呼続町
- 1878年（明治11年）12月28日 - 愛知郡山崎村・新屋敷村・桜村・戸部村が合併し、千竃村が成立[3]。
- 1889年（明治22年）10月1日 - 町村制施行・合併に伴い、愛知郡呼続村大字千竃となる[3]。
- 1897年（明治30年）7月12日 - 町制施行に伴い、呼続町大字千竃となる[3]。
- 1921年（大正10年）8月22日 - 名古屋市南区へ編入し、同区呼続町に改称[3]。
- 1928年（昭和3年）12月15日 - 一部が西桜町・桜本町・元桜田町・霞町・扇田町・若草町・春日野町・貝塚町・楠町・弥生町・白雲町となる[1][3]。
- 1939年（昭和14年）8月5日 - 一部が桜台町・鯛取通となり[4]、一部を桜本町・元桜田町へ編入[3]。
- 1943年（昭和18年）
  - 1月15日 - 一部が寺崎町・水車町・朝拝町・宮崎通となる[4][1]。
  - 9月20日 - 一部が山崎町・青峰通・岩戸町となり、一部を寺崎町・水車町・朝拝町・宮崎通へ編入[4][1]。
- 1946年（昭和21年）11月11日 - 一部が中江町・鶴田町・外山町・駈上町・新郊通・鳥栖町・東浦通・才仙町となり、一部を鯛取通・水車町・朝拝町・宮崎通へ編入[5][4][1]。
- 1947年（昭和22年）9月1日 - 一部を中江町・新郊通・鳥栖町・寺崎町へ編入[5][4]。
- 1949年（昭和24年）8月18日 - 一部が薬師通・汐田町・北内町・城下町・大磯通・曽池町・戸部町・松池町・千竈通・荒浜町・塩屋町となり、一部を山崎町・青峰通・岩戸町へ編入[4][1][6][7]。
- 1968年（昭和43年）8月15日 - 一部を宮崎通へ編入[1]。

#### 呼続
- 1988年（昭和63年）8月1日 - 以下の通り、南区呼続一 - 三丁目が成立[1]。
  - 一丁目 - 山崎町・青峰通・大磯通・呼続町の各一部
  - 二丁目 - 山崎町・呼続町・青峰通・宮崎通の各一部
  - 三丁目 - 岩戸町・呼続町・青峰通・宮崎通・薬師通の各一部
- 1990年（平成2年）11月26日 - 以下の通り、呼続四 - 五丁目が成立[1]。
  - 四丁目 - 曽池町・戸部町・薬師通・呼続町の各一部
  - 五丁目 - 戸部町・呼続町の各一部

## 世帯数と人口
2019年（平成31年）4月1日現在の世帯数と人口は以下の通りである。
| 丁目       | 世帯数    | 人口    |
| ---------- | --------- | ------- |
| 呼続一丁目 | 806世帯   | 1,554人 |
| 呼続二丁目 | 540世帯   | 999人   |
| 呼続三丁目 | 607世帯   | 1,221人 |
| 呼続四丁目 | 679世帯   | 1,303人 |
| 呼続五丁目 | 441世帯   | 837人   |
| 計         | 3,073世帯 | 5,914人 |

### 人口の変遷
国勢調査による人口の推移
| 1995年（平成7年）  | 7,075人 | [ WEB 7 ]  |  |
| 2000年（平成12年） | 6,621人 | [ WEB 8 ]  |  |
| 2005年（平成17年） | 6,284人 | [ WEB 9 ]  |  |
| 2010年（平成22年） | 6,140人 | [ WEB 10 ] |  |
| 2015年（平成27年） | 6,059人 | [ WEB 11 ] |  |

## 学区
市立小・中学校に通う場合、学校等は以下の通りとなる。また、公立高等学校に通う場合の学区は以下の通りとなる。なお、小学校は学校選択制度を導入しておらず、番毎で各学校に指定されている。
| 字・丁目     | 小学校                                    | 中学校               | 高等学校 |
| ------------ | ----------------------------------------- | -------------------- | -------- |
| 呼続町字西桜 | 名古屋市立春日野小学校                    | 名古屋市立桜田中学校 | 尾張学区 |
| 呼続一丁目   | 名古屋市立呼続小学校                      | 名古屋市立新郊中学校 | 尾張学区 |
| 呼続二丁目   | 名古屋市立呼続小学校                      | 名古屋市立新郊中学校 | 尾張学区 |
| 呼続三丁目   | 名古屋市立呼続小学校                      | 名古屋市立新郊中学校 | 尾張学区 |
| 呼続四丁目   | 名古屋市立呼続小学校 名古屋市立大磯小学校 | 名古屋市立新郊中学校 | 尾張学区 |
| 呼続五丁目   | 名古屋市立呼続小学校                      | 名古屋市立新郊中学校 | 尾張学区 |

## 交通

### 鉄道
- 名古屋鉄道
NH 名古屋本線 呼続駅 - 桜駅

### 道路
- 愛知県道222号緑瑞穂線（旧東海道）

## 施設
- 呼続公園
- 呼続コミュニティセンター
- 名古屋市立新郊中学校
- 名古屋市立呼続小学校
- 名古屋呼続郵便局
- 法泉寺
- 地蔵院
- 長楽寺

## その他

### 日本郵便
- 郵便番号 : 457-0014（呼続）[WEB 3]（集配局：名古屋南郵便局[WEB 14]）。